# La Iglesuela
La Iglesuela è un comune spagnolo di 430 abitanti situato nella comunità autonoma di Castiglia-La Mancia.